# مورو د آلکی

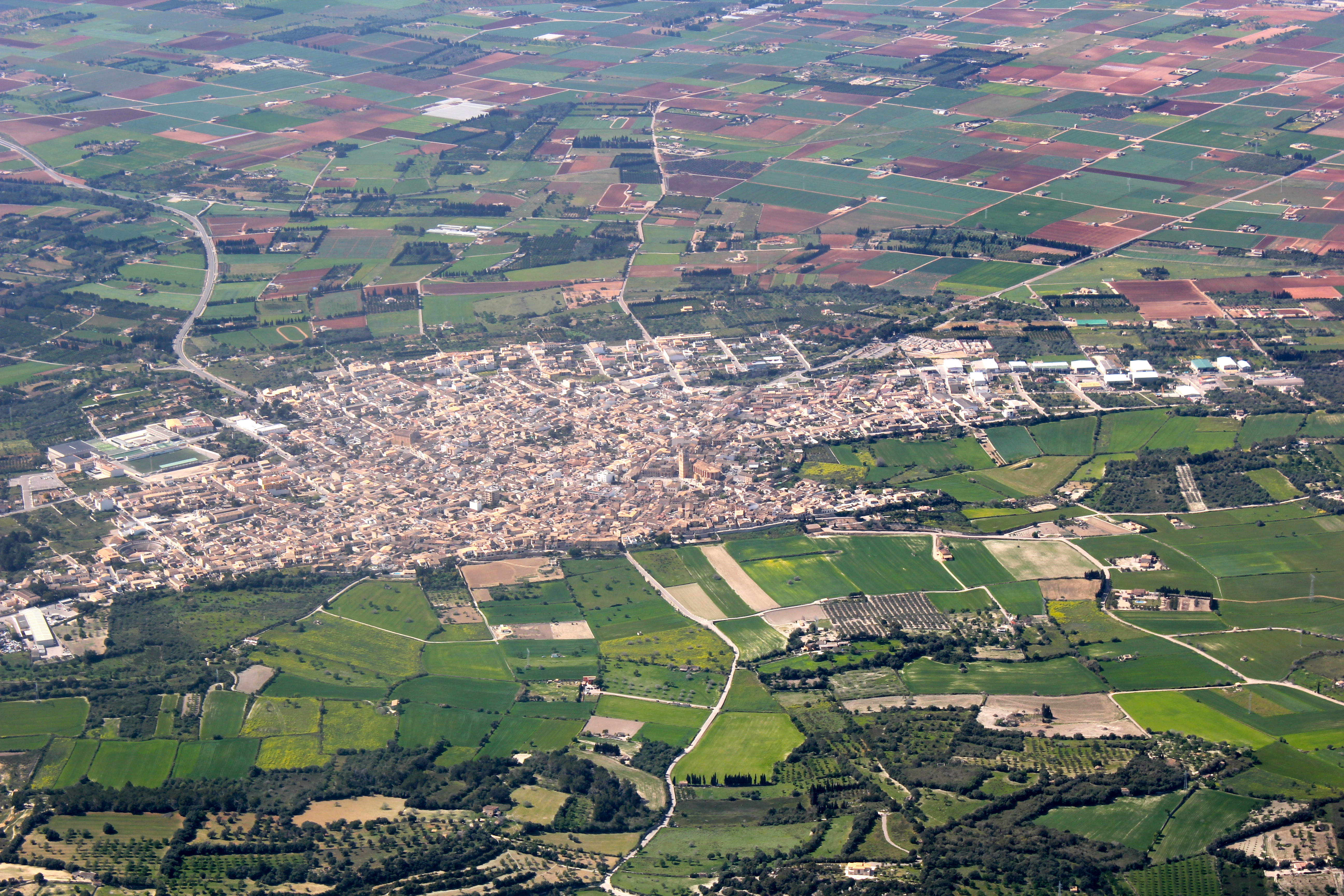
نمایی از دهستان مورو د آلکُی در استان آلیکانتهٔ اسپانیا - ۲۰۱۳

مورو د آلکُی دهستانی در استان آلیکانتهٔ اسپانیا است.
در این دهستان ۸٬۴۴۶ نفر زندگی می‌کنند. مساحت این دهستان ۶۰٫۲۲ کیلومتر مربع است.